# فریدآباد، پاکستان
فریدآباد (به انگلیسی: Farid Abad) یک روستا در پاکستان است که در باکرانی واقع شده‌است. فریدآباد ۰٫۶ کیلومتر مربع مساحت و ~۵٬۰۰۰ نفر جمعیت دارد.